# Río Aabach (Afte)
El río Aabach, antes conocido como Aa Grosse, es un corto río de Alemania, de 14 km de longitud, un afluente por la izquierda del río Afte. Nace en el este de Renania del Norte-Westfalia, cerca de la frontera con Hesse, entre Bad Wünnenberg y Marsberg. Su fuente está en las regiones Briloner Höhen Sindfeld y cumplir, en Brilon-Madfeld. Desde allí fluye hacia el norte entre las montañas hasta 503 m de altura a través de un maravilloso paisaje boscoso, en parte, en lo natural Diemelsee parque. Después de unos kilómetros de su desembocadura en el lago artificial Aabachstausee. Fluye hacia el norte y desemboca sólo unos 3,5 km más al norte, luego de Bad Wünnenberg, donde desemboca en el este. El área de drenaje del Aabach llega a la brecha entre el río Weser y las cuencas de los ríos Rin: el Aabach fluye hacia el norte y desemboca en el Rin a través del Afte, Alme y Lippe, mientras que los pequeños ríos que se levantan en el lado sur de la cresta drenan en el Weser a través de la Hoppecke y Diemel.

## Geografía
El Aabach nace en la región de Sauerland, aproximadamente 6,5 km al norte de la frontera entre Hesse Brilon Marte, en el oeste, y el este de la montaña en el borde oriental de la meseta cerca Briloner la interfaz a la Sintfeld norte. Su origen se encuentra cerca de 1 km al noroeste del centro del distrito de Madfeld Briloner, a unos 650 m al sureste de la desarbolada cima de la colina de Hogesknapp (482,8 m) y unos 900 m al noreste de la ligera arboleda de la cima de la colina Stemmel (unos 505 m). 

## Fotos del Aabach

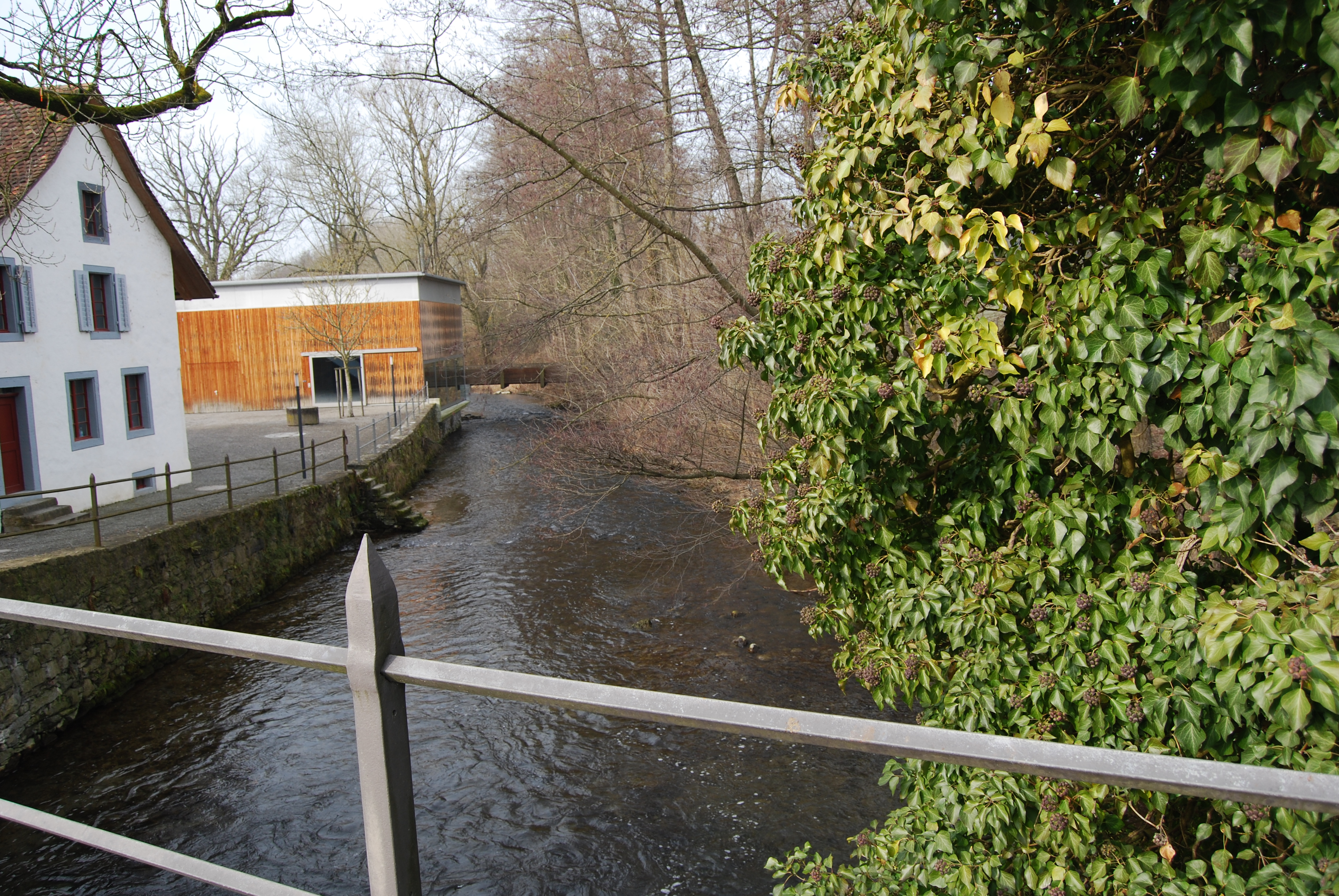
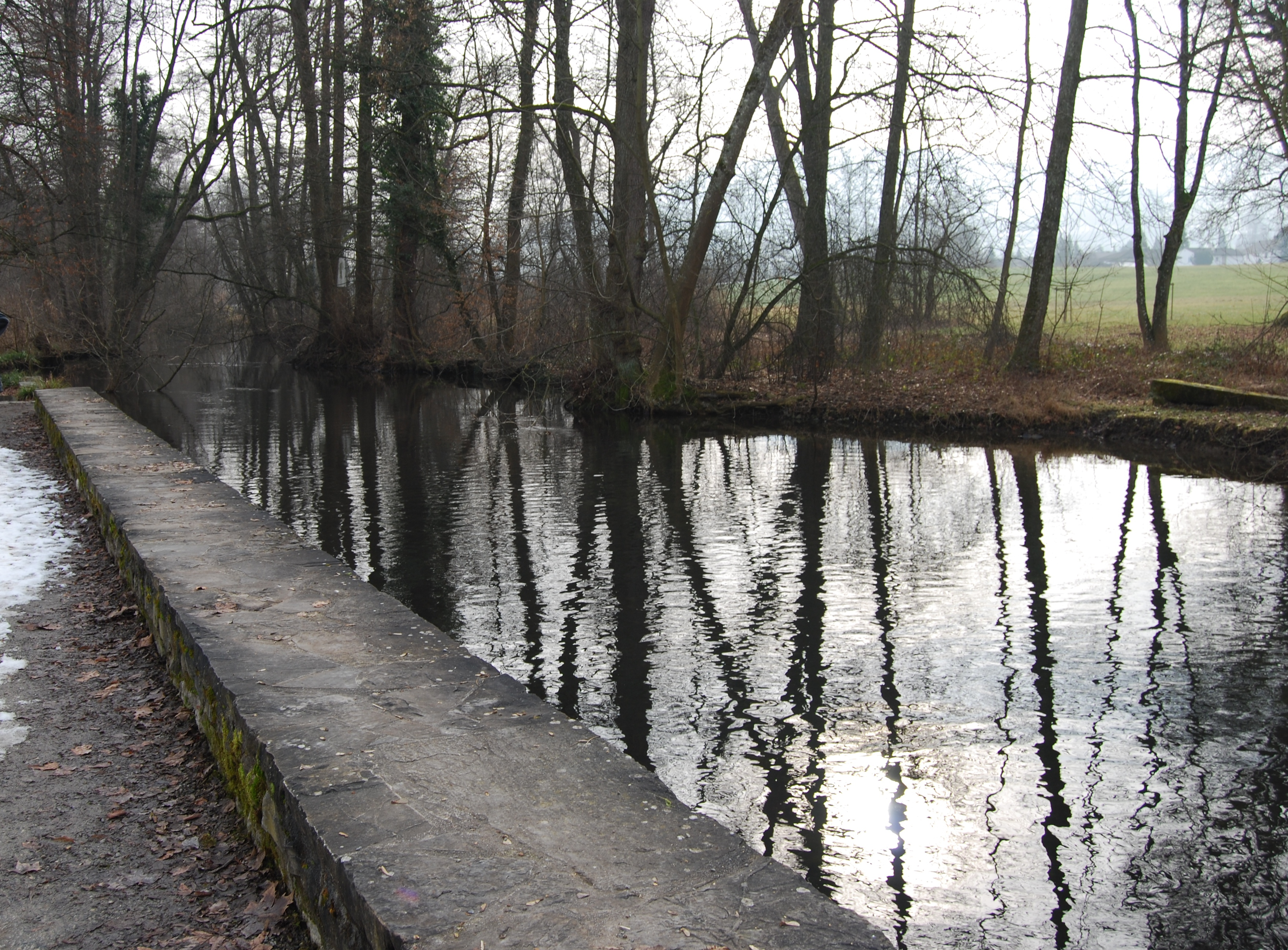
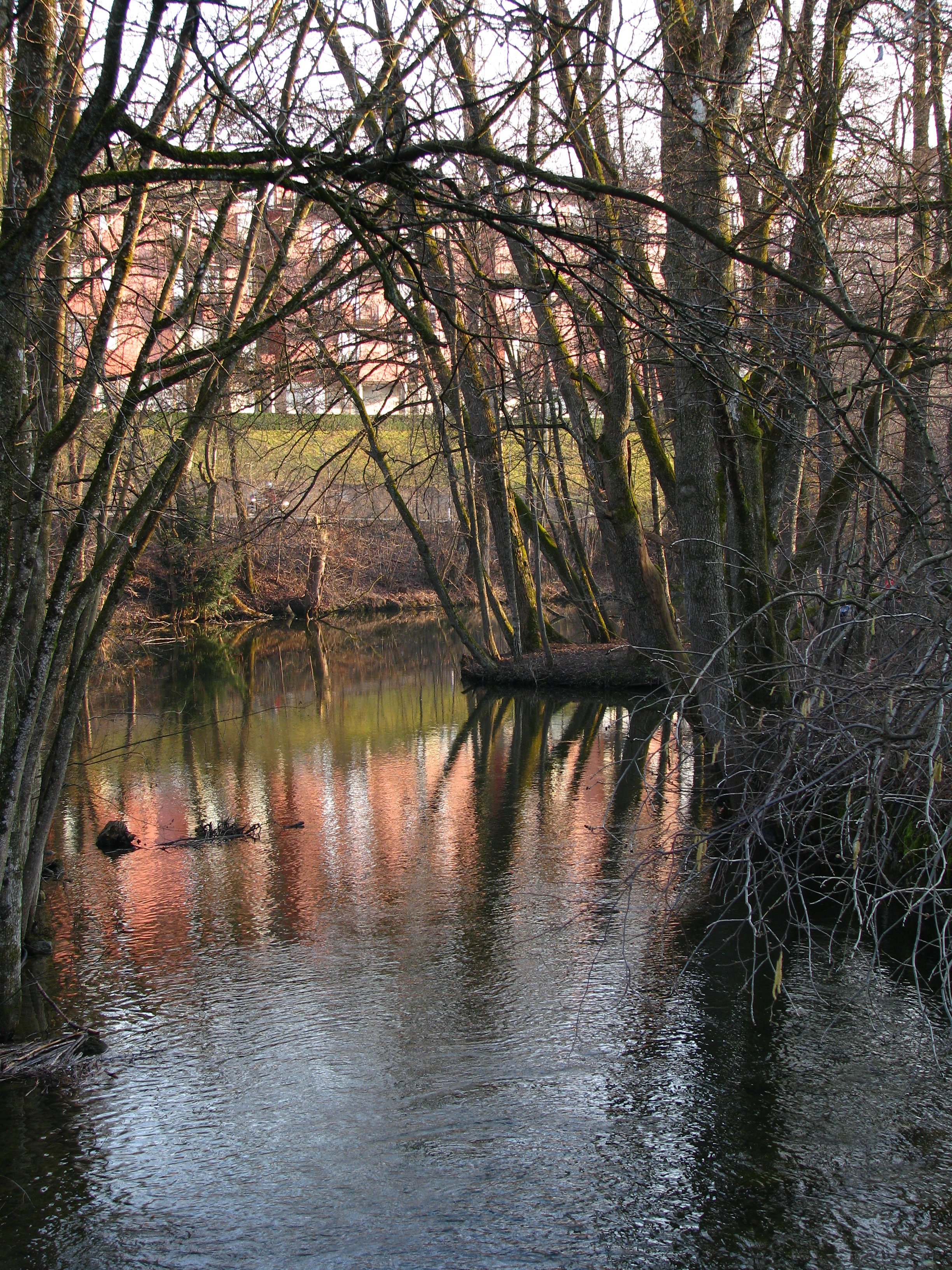
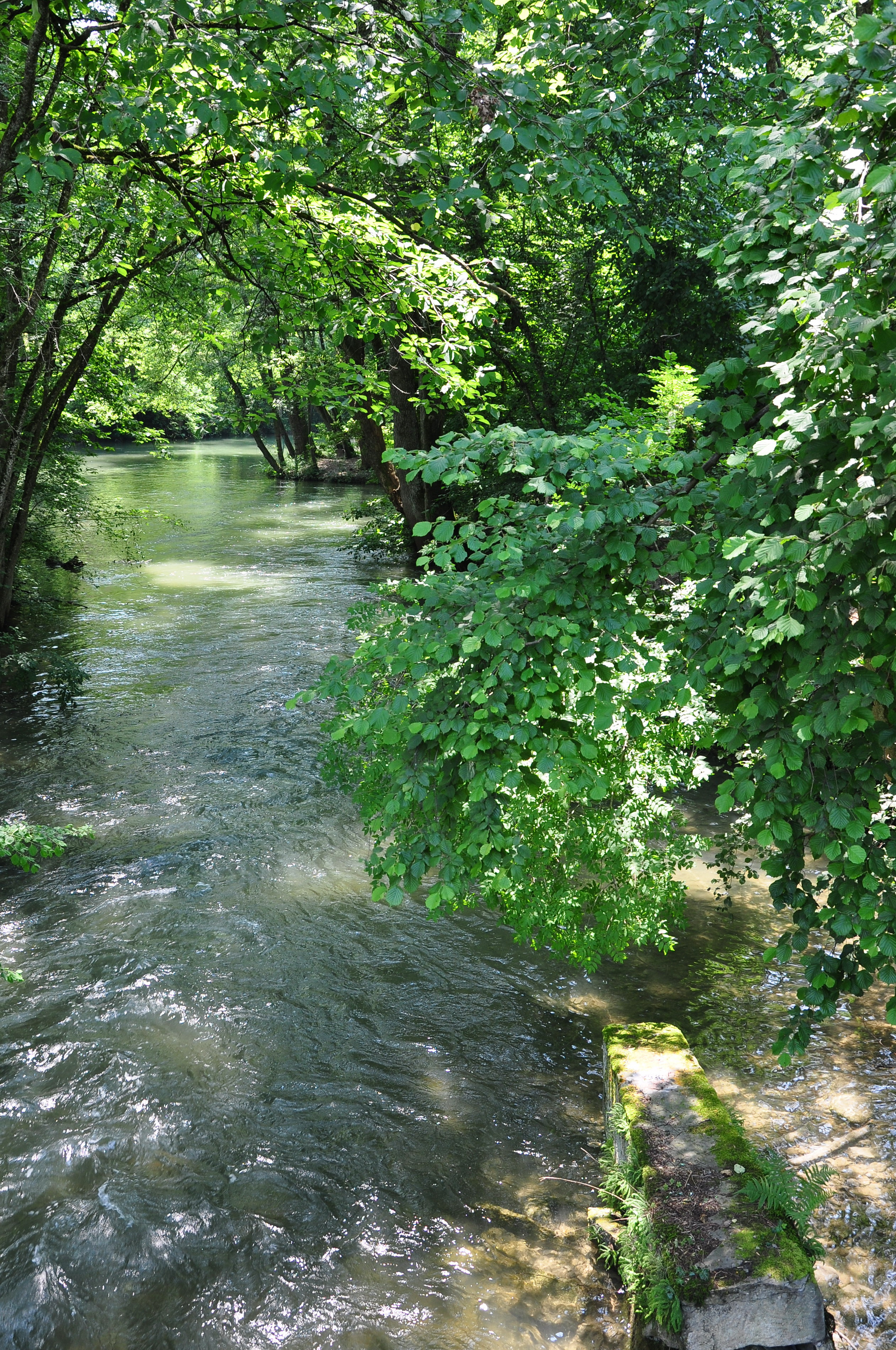
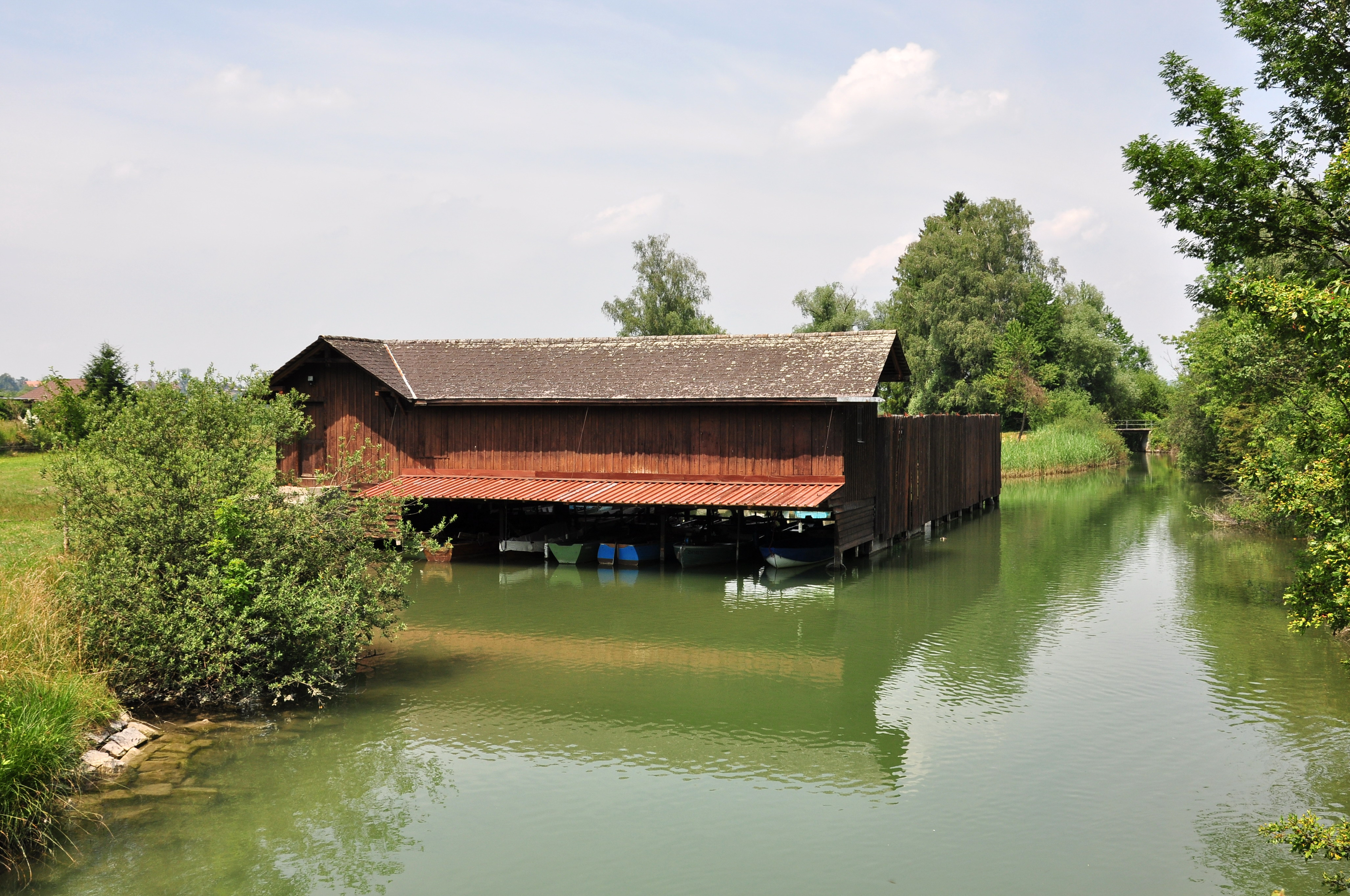
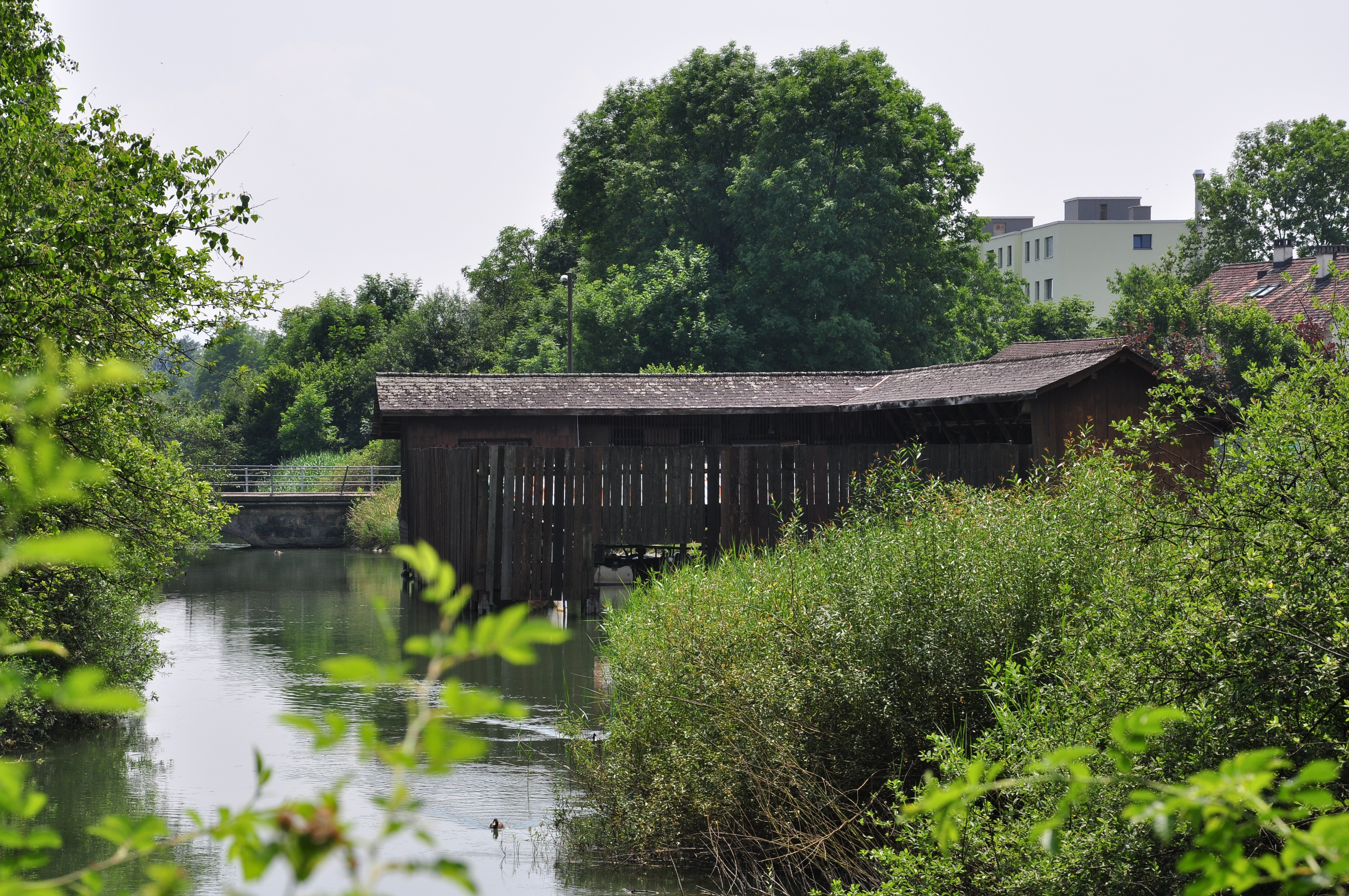